# 十三秀栄
十三 秀栄（とさ ひでひさ、生没年不詳）は、平安時代末期から鎌倉時代の豪族。藤原基衡の子。津軽氏（大浦氏）の祖とも言われる。藤原秀栄とも。通称御舘次郎。

## 略歴
藤原秀栄は津軽半島十三湊を支配し、十三姓を名乗った。文治年間には十三湖の湖畔に福島城（青森県五所川原市）を築城した。